# Broćanac (kanton hercegowińsko-neretwiański)
Broćanac – wieś w Bośni i Hercegowinie, w Federacji Bośni i Hercegowiny, w kantonie hercegowińsko-neretwiańskim, w gminie Neum. W 2013 roku liczyła 74 mieszkańców, z czego większość stanowili Chorwaci.